# 지식 재산권
지식재산권(知識財産權, 영어: intellectual property, IP) 또는 지적재산권(知的財産權)은 인간의 창조적 활동 또는 경험 등을 통해 창출하거나 발견한 지식·정보·기술이나 표현, 표시 그 밖에 무형적인 것으로서 재산적 가치가 실현될 수 있는 지적창작물에 부여된 재산에 관한 권리를 말한다. 지적 소유권이라고도 한다. 어떤 학자는 "지적재산권은 인간의 지적 창조물 중에서 법으로 보호할 만한 가치가 있는 것들에 대하여 법이 부여하는 권리"라고 정의한다. 이러한 개념정의는 간략하지만 많은 의미를 내포하고 있으며, 사실상 지적재산권 전반을 꿰뚫는 포괄적이면서도 중추적인 개념정의라고 할 수 있다. 이러한 개념정의로부터 지적재산권이 성립하기 위한 요건이 도출되며, 이러한 요건을 충족하면 법률적 효과로서 권리, 즉 지적재산권이 부여되는 것이다. 지적 재산권은 크게 두 가지로 나누어 진다. 첫 번째는 산업 재산권이고 두 번째는 저작권이다. 첫째, 산업 재산권은 발명에 대한 특허, 트레이드 마크, 산업 디자인 및 지리적 표시 등을 포함한다. 둘째, 저작권은 소설이나 시와 같은 문학 작품을 포함한 글, 영화, 음악, 그림 등 예술 작품, 데이터베이스, 건축 디자인, 프로그램 등을 포함한다.

## 명칭
과거에는 지식 재산권이란 용어 대신 지재권이란 용어를 사용하였는데, 현재는 지식 재산권이라는 용어를 사용하고 있다. 대한민국의 특허청에서는 일반적으로 지식 재산권이라 부른다.

## 역사
지식소유권의 문제는 특히 국가와 국가 간에 그 보호장치가 되어 있느냐의 여부와 국가간의 제도상의 차이 때문에 분쟁의 대상이 되고 있다. 오늘날과 같이 정보의 유통이 급속하게 이루어지고 있는 시대에는 어떤 국가가 상당한 시간과 인력 및 비용을 투입하여 얻은 각종 정보와 기술문화가 쉽게 타국으로 흘러들어가기 마련이어서 선진인정국들은 이를 보호하기 위한 조치를 강화하고 있다.
최근에는 새로운 기술의 산물인 컴퓨터 소프트웨어와 유전공학 기술 등의 보호방법과 보호범위가 지적 소유권보호제도의 한 과제가 되고 있는데, 컴퓨터 소프트웨어는 대부분의 선진국들이 저작권으로 보호하는 추세에 있어서 한국도 1986년 12월 '컴퓨터프로그램보호법'을 제정하여 1987년 7월부터 시행하여에 저작권법에 편입하여 함께 보호하고 있으며, 유전공학 기술은 그 제조방법을 한국 등 대다수의 국가가 특허로 인정하고 있다.
1973년 이래 세계지적재산권기구에 정회원이 아닌 옵서버 자격으로 참여하여 온 한국은 1979년 여기에 정식으로 가입하여 정회원국이 되었고, 물질특허권(공업소유권)제도도 도입하여 운영하고 있다. 또 국제저작권조약에는 법규해석에 있어, 비교적 융통성이 많고 소급효과를 인정하지 않는 국제저작권협약(UCC)에 1987년 10월 정식으로 가입하였다.
지식재산권과 관련된 한국의 법률로는 특허법·저작권법·실용신안법·디자인법·상표법·발명보호법 등이 있으며, 이들에 관한 권리를 보호하기 위하여 국제적으로 협약한 조약으로는 '공업소유권의 보호를 위한 파리협약' '한·일 상표권 상호보호에 관한 협정' 등이 있다.
최근에는 첨단기술과 문화의 발달로 지식재산권도 점차 다양해져서 영업비밀보호권이나 반도체칩배치설계보호권과 같은 새로운 지식재산권이 늘어날 전망이다. 현재 한국에서는 산업재산권은 특허청에서, 저작권은 문화체육관광부에서 관장하고 있다.

## 발달 과정
저작권의 발달 과정을 구술 시대-인쇄 시대-디지털 시대로 구분하여 검토해 보면 지적 소유권의 위상이 시대와 사회적 환경에 따라 달라짐을 확인할 수 있다. '지적 소유권'이란 근대 인쇄혁명이라는 사회 역사적 조건에서 생겨난 법률적 제도다. 인쇄 시대 이전의 구술 시대에는 지적 소유권이란 개념이나 제도 자체가 성립될 수 없었다. 그 이유는 지식이 개인에게 '소유되는(owned)' 것이 아니라 집단의 공동성에 기반을 두고 '수행' 되었기 때문이다. 따라서 개인의 창조성이나 독창성이 공동체적 집단성 속에 파묻혀 있었다. 추상적인 관념을 저장할 글이 없거나 정보의 비트를 담을 도구가 없었던 구술 사회에서는 텍스트라는 개념 자체가 없었으며 지식은 매 순간 말로 전달되었다. 절차적 지식은 구전에 의해 도제식 방식을 통하여 일회적으로 전수되었다.
지식에 대한 배타적 소유는 책이라는 저장 장치의 발명과 깊은 연관이 있다. 인쇄혁명 이전 문자 시대의 필사와 그림 베끼기는 고통스런 자기화 과정이었다. 15세기에 시작된 인쇄혁명으로 구술 시대의 지식 전달-수행자의 역할을 인쇄된 텍스트가 떠맡자 저자와 독자 간의 구분이 더욱 엄격하게 이루어지게 되었다. 지식과 생각이 담긴 텍스트는 저자의 독창성이 담긴 사고의 외화물로서 저자와 독자 모두로부터 자유로운 실체로 부각되기 시작했다. 기계 복제를 통해 생산된 텍스트는 시장에서 교환가치를 갖는 상품으로서 팔리기 시작했고 저자에 대한 권리를 보장하기 위해 저작권이란 법률이 만들어졌다. 이제 인쇄된 다른 사람의 지식과 생각을 자신의 것으로 전유하려면 먼저 그것을 담고 있는 책을 시장에서 구입해야만 했다.
인쇄혁명은 지식의 상품화와 더불어 저작자 개인의 창조성과 독창성을 드러내게 하였다. 저작권에 의해 아이디어의 창시자와 소유자가 확정되었으며 이에 따라 개인의 창의력이 중요하게 떠올랐다. 저작권으로 저자는 그의 아이디어에 대해 지불받을 권리 및 수정하거나 정정할 수 있는 독점적 권리를 부여받았다. 이에 따라 지식과 지식 창안자 간의 분리가 이루어졌고 지식은 창안자로부터 독립되어 남에게 양도할 수 있는 상업적 권리로까지 확장되었다. 다른 사람의 생각과 사고에 대한 전유는 이제 공동체적으로 이루어지는 것이 아니라 다른 상품처럼 교환가치에 따라 구입되어 사용되는 상품화의 과정을 겪게 되었다. 활판 인쇄술이 단어 자체를 상품으로 만들어 버린 것이다. 기계 복제를 통한 인쇄혁명은 책이라는 형태로 지식을 외화시킴으로써 지식에 대한 배타적 소유라는 개념을 낳았다. 이러한 개념은 저작권을 통해 법제화되면서 지식의 물화를 촉진하게 되었다. 전기혁명을 통해 만들어진 영화와 음반, 방송도 이러한 서적의 저작권과 유사한 경로를 겪으면서 발전해 왔다. 저작자의 권리를 보호한다는 명목 아래 실제로는 콘텐츠 소유권자의 일방적인 권리만을 보장하는 법적 체제가 갖추어졌다.

## 종류
지식 재산권은 보통 보호 목적을 기준으로, (i) 산업분야의 창작물과 관련된 산업재산권(특허권, 실용신안권, 상표권, 디자인권 등) 또는 공업소유권, (ii) 문화예술분야의 창작물과 관련된 저작권으로 나눈다. 이 밖에도 (iii) 반도체 배치설계나 온라인디지털콘텐츠와 같이 전통적인 지식 재산권의 범주에 속하지 않고 경제, 사회·문화의 변화나 과학기술의 발전에 따라 새로운 분야에서 출현하는 지식 재산권을 따로 분류하여 '신지식 재산권'이라고 한다. 산업재산권은 지식 재산권 중 널리 산업에 이용되는 무형의 재화인 인간의 지적 창조물과 산업의 질서유지를 위해 사용되는 식별표지를, 전통적인 유형적인 재산권과는 달리 별도의 무형적인 재산권으로 보호하는 권리를 말하며, 산업 재산권의 보호범위는 유동적이고 확대일로에 있는 동태적인 개념으로서, 일반적으로 특허, 실용신안, 디자인, 상표, 서비스표, 상호, 출처표시 또는 원산지 명칭 및 부정경쟁행위의 방지 등을 포괄한다고 말할 수 있다. (파리 조약 제1조 제2항 참조.) 대한민국의 발명진흥법은 "산업재산권"을 특허법·실용신안법· 디자인보호법 또는 상표법에 의하여 등록된 특허권·실용신안권·디자인권 및 상표권을 말한다고 규정하였다.(제2조 제4항)
한편, 지식 재산권을 보호 대상을 기준으로 나누면, (i) 창작을 보호대상으로 하는 특허권, 디자인권, 저작권 등이 있으며 (ii) 표지를 대상으로 하는 상표권, 상호 등이 있다.
실용신안권은 물품의 형상·구조·조합에 관한 고안만을 그 대상으로 한다.
디자인보호법의 보호 대상인 디자인은 물품의 외관이므로, 디자인보호법은 물품성을 디자인의 성립요건으로서 요구하고 있다. 이 법의 목적은 물품의 소비수요창출로 인한 국가산업발전이다.
상표법은 표지에 화체되어 있는 신용을 보호하는 것이다.

### 저작권의 분류
- 어문물: 소설, 시. 논문, 강연, 연술(演述) 등

- 음악물: 악곡 등

- 연극물: 연극, 무용, 무언극

- 미술물; 회화, 서예, 도안, 조각, 공예, 응용미술저작물 등

- 건축물: 건축물, 건축위한 모형 및 설계도서 등

- 사진물: 사진 등

- 영상물: 영화, 비디오 게임, 애니메이션 등

- 도형물: 지도, 도표, 약도, 모형, 건축설계도

- 컴퓨터프로그램물: 컴퓨터프로그램보호법에 의거 별도 보호

- 2차적 저작물: 원 저작물의 번역, 편곡, 각색, 영상제작한 창작물

- 편집 저작물: 소재의 선택 또는 배열이 창작성이 있는 것 (창작성 있는 데이터베이스포함)

## 국제 기구
지식 재산권의 국제 기구로는 세계지식재산권기구(WIPO: World Interllectual Property Organization), 세계무역기구(WTO: World Trade Organization), 국제산업재산권보호협회(AIPPI), 국제상업회의소(ICC: International Chamber of Commerce) 및 위조상품정보국(CIB: Counterfeiting Interlligence Bureau), 국제상품위조방지협회, 국제재산권연맹, 국제라이선싱협회 등 많은 단체가 있다.

### 국제 조약
△지적재산권 보호조약 (14개)
파리협약, 마드리드 협정, 상표법 조약, 나이로비 조약, 특허법 조약, 베른협약, 로마협약, 상표법에 관한 싱가포르 조약, 음반 불법복제 방지를 위한 제네바협약, 통신위성 송신 프로그램 신호 배분에 관한 브뤼셀협약, 워싱턴 조약, WIPO 저작권 조약(WCT), WIPO 실연ㆍ음반 조약(WPPT), 시청각 실연에 관한 베이징 조약
△국제보호 등록조약 (6개)
특허협력 조약(PCT), 마드리드 협정, 리스본 협정, 부다페스트 조약, 헤이그 협정, 마드리드 의정서
△국제분류조약 (4개)
스트라스부르 협정, 니스 협정, 비엔나 협정, 로카르노 협정

## 비판
미국의 국제적인 시민단체 전자 프런티어 재단(EFF)과, 스웨덴 해적당을 필두로 한 해적당 인터내셔널과 독일 해적당은 지적 소유권의 폐지나 제도의 전면적인 개정을 주장하고 있다.

## 다른 법과의 관계

### 형법
지적재산권의 형법적 보호는 형사법을 통해 지적재산권보호를 실현하는 것을 말한다. 구체적으로 말해 입법자가 일련의 심각한 지적재산권 침해행위에 대하여 범죄로 규정하고, 법적 제재를 가하는 것, 즉 형벌을 수단으로 형사절차를 통해 침해인의 형사책임을 추궁하여 지적재산권을 보호하고 이를 통해 지적재산권 권리인의 이익을 보호하며 지적재산권 관리질서를 유지하는 것을 말한다.
현재 우리 나라에서 지적재산권을 규율하는 법으로는 특허법, 실용신안법, 의장법, ＜상표법＞·＜저작권법＞·＜부정경쟁방지법＞·＜컴퓨터 프로그램 보호법＞·＜반도체 집적회로의 배치설계에 관한 법률＞ 등을 들 수 있다.

## 같이 보기
- 특허
- 재산권
- 저작권
- 카피레프트
- 지식 재산권에 대한 비판(영어판)
- 지식의 민주화
- 세계 지식 재산권 기구
- 세계 지적 재산의 날
- 무역관련 지식재산권에 관한 협정